# Journal of the National Cancer Institute
Das Journal of the National Cancer Institute, abgekürzt JNCI beziehungsweise nach ISO 4-Standard in Literaturzitaten mit J. Natl. Cancer Inst., ist eine zweimal im Monat erscheinende Peer-Review Fachzeitschrift. In den 1940er Jahren wurde die Zeitschrift vom National Cancer Institute geschaffen. Nach einer Umstrukturierung übernahm 1996 Oxford University Press die Herausgabe der Zeitschrift.  Die Zeitschrift veröffentlicht Artikel und Übersichtsarbeiten aus den Gebieten Krebsforschung und Tumortherapie.
Der Impact Factor des Journals lag im Jahr 2015 bei 11,37. Nach der Statistik des ISI Web of Knowledge wird das Journal mit diesem Impact Factor in der Kategorie Onkologie an neunter Stelle von 213 Zeitschriften geführt.
Herausgeber war Barnett S. Kramer bis Mitte 2012, seither hat Carmen J. Allegra die Position inne.